# Henry de Montherlant

Handtekening Henry de Montherlant

Henry Marie Joseph Frédéric Expedite Millon (Henry) de Montherlant (Parijs, 20 april 1896 – Parijs, 21 september 1972) was een Frans schrijver, dramaturg en essayist.

## Biografie
Montherlant kwam uit een welvarend katholiek gezin. In 1912 werd hij van school gestuurd vanwege een homoseksuele affaire. 
Na de Eerste Wereldoorlog begon Montherlant met journalistiek werk en het schrijven van literatuur. Terugkerende thema’s in zijn werk zijn: jeugd, man-vrouwrelaties, oorlog en stierenvechten (eind jaren twintig leefde Montherlant afwisselend in Spanje en Noord-Afrika). 
In de jaren twintig en dertig schreef Montherlant vooral romans. Hij debuteerde met Le Songe (1922) waarin de strijd tussen man en vrouw al een prominente plaats innam. Voor Les Célibataires (1934) ontving hij de Grand prix de littérature de l'Académie française in 1934. Tussen 1936 en 1939 publiceerde hij de opzienbarend openhartige romancyclus Les Jeunes Filles. In deze tetralogie dissecteerde hij vrijuit de relaties tussen man en vrouw, meer bepaald tussen Costals, een misogyne succesauteur die zich superieur waant en zijn persoonlijke vrijheid hoog in het vaandel voert, en enkele vrouwen. Hij werd geroemd om zijn indrukwekkende creatie van vrouwenfiguren. 
Vanaf de jaren veertig ging Montherlant zich meer en meer toeleggen op het schrijven van toneelstukken. In 1942 ging La Reine morte, een bekend geworden stuk over de onmogelijke liefde van Inês de Castro, in première. Het behandelde het eeuwige thema van de liefde die door staatszaken gedwarsboomd wordt. Heel wat andere toneelstukken volgden, onder meer Fils de personne (1943), Le Maître de Santiago (1947) en La Ville dont le prince est un enfant (1951). 
Meer dan 25 jaar na Les Jeunes Filles keerde hij terug als romanschrijver met Le Chaos et la Nuit (1963). Het is het relaas van de illusies en de desillusies van een republikein die na een jarenlange ballingschap terugkeert naar Spanje. Un assassin est mon maître (1971) sloot zijn carrière van romancier af. In dat boek beschreef hij heel nauwkeurig de neergang van een man die aan algehele fysische en psychische asthenie lijdt. 
Naast zijn omvangrijk œuvre aan romans en toneelstukken schreef Montherlant veel Carnets, korte, soms bijna aforistisch aandoende aantekeningen, die, ook al werden ze dagelijks genoteerd, meestal weinig met de directe actualiteit te maken hadden. Centraal staat Montherlants strijd tegen de middelmatigheid, zijn moraal van de kwaliteit, zijn non-conformisme en zijn absolute idealisme. Een eerste reeks die de periode 1930-1944 bestrijkt werd onder de titel Carnets uitgegeven in 1957. Vier andere reeksen volgden. Een selectie van zijn Carnets verscheen in Nederland in de reeks Privé-domein (1980) onder de titel “Spelen met stof”.
Montherlant verwierf vooral naam door de treffende en psychologisch diepgaande persoonsanalyses, zowel in zijn romans als in zijn toneelstukken, en door zijn strenge maar ook gevoelige stijl. Veel van zijn werk werd voor de televisie verfilmd.
Vanaf 1960 was Montherlant lid van de Académie française. Uit angst om blind te worden pleegde hij in 1972, op 76-jarige leeftijd, zelfmoord.

## Werken (selectie)

### Romans
- 1922 : Le Songe
- 1926 : Les Bestiaires
- 1934 : Les Célibataires
- 1936-1939 : Les Jeunes Filles :
  - 1: Le Jeunes Filles (1936)
  - 2: Pitié pour les femmes (1936)
  - 3: Le Démon du bien (1937)
  - 4: Les Lépreuses (1939)
- 1963 : Le Chaos et la Nuit
- 1968 : La Rose de sable
- 1969 : Les Garçons
- 1971 : Un assassin est mon maître

### Toneelstukken
- 1942 : La Reine morte
- 1943 : Fils de personne
- 1943 : Un incompris
- 1946 : Malatesta
- 1947 : Le Maître de Santiago
- 1951 : La Ville dont le prince est un enfant
- 1960 : Le Cardinal d´Espagne

### Essais
- 1920 : La Relève du matin
- 1935 : Service inutile
- 1924 : Les Olympiques
- 1941 : Le Solstice de juin
- 1970 : Le Treizième César

### Carnets
- 1957 : Carnets (1930-1944)
- 1966 : Va jouer avec cette poussière (1958-1964)
- 1972 : La Marée du soir (1968-1971)

### Poëzie
- 1934 : Encore un instant de bonheur

### Nederlandse vertaling
- 1965 : Chaos en nacht, vertaald door Maartje Luccioni-van der Made, Uitgeverij De Bezige Bij, 1965
- 1969 : Meisjes, vertaald door Theo Kars, Uitgeverij De Arbeiderspers, 1969
- 1969 : Stierenvechters, vertaald door Hermien Manger, Uitgeverij De Bezige Bij/Meulenhoff, 1969
- 1980 : Spelen met stof, Keuze, vertaling en nawoord van Ed. Jongma, Uitgeverij De Arbeiderspers, 1980
- 2018 : Gedichten van Henry de Montherlant, vertaald door Katelijne De Vuyst. Druksel, 2018